# Consistoris de Pius IV

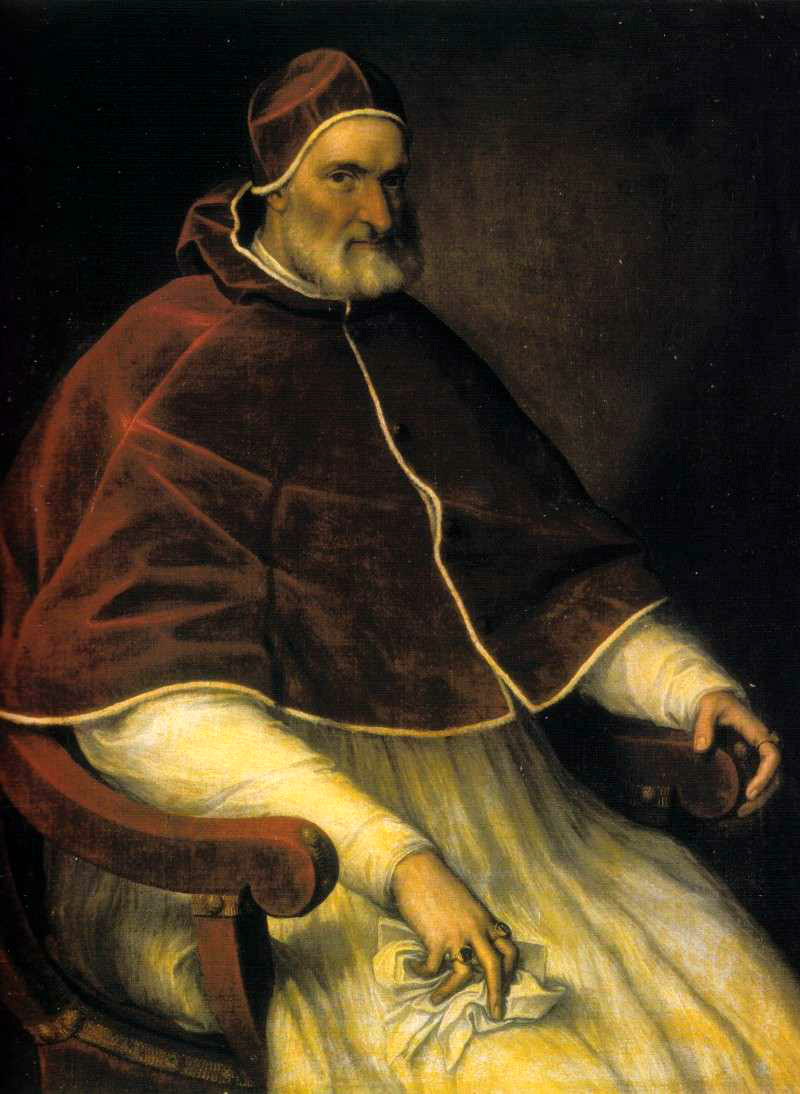
Pius IV

Aquest article recull l'elenc complert dels consistoris ordinaris públics per a la creació de nous cardenals presidits pel Papa Pius IV, amb la indicació de tots els nous cardenals creats (46 nous cardenals en 4 consistoris). Els noms apareixen en ordre de creació.

## 31 de gener de 1560 (I)
- Giovanni Antonio Serbelloni, nebot de Sa Santedat, bisbe de Foligno; creat cardenal prevere de San Giorgio in Velabro (pro illa vice) (mort el març de 1591)
- Carles Borromeu, nebot de Sa Santedat, protonotari apostòlic; creat cardenal diaca de Santi Vito e Modesto (mort el 3 de novembre de 1584) (canonitzat el 1610)
- Giovanni de' Medici, fill de Cosme I, Gran Duc de Toscana; creat cardenal diaca de Santa Maria in Domnica (mort el novembre de 1562)

## 26 febrer de 1561 (II)
- Girolamo Seripando, O.E.S.A., arquebisbe de Salern; creat cardenal prevere de Santa Susanna (mort el març de 1563)
- Philibert Babou de la Bourdaisière, bisbe d'Angulema, ambaixador francès davant la Santa Seu; creat cardenal prevere de San Sisto (mort el gener de 1570)
- Ludovico Simonetta, bisbe de Pesaro, datari apostòlic; creat cardenal prevere de San Ciriaco alle Terme (mort l'abril de 1568)
- Mark Sittich von Hohenems (Altemps), nebot de Sa Santedat, bisbe electe de Cassano; creat cardenal diaca de Santi XII Apostoli (pro illa vice) (mort el febrer de 1595)
- Francesco Gonzaga, protonotari apostòlic; creat cardenal diaca de San Nicola in Carcere (mort el gener de 1566)
- Alfonso Gesualdo, protonotari apostòlic; creat cardenal diaca de Santa Cecilia (pro illa vice) (mort el febrer de 1603)
- Gianfrancesco Gambara, clergue de la Cambra Apostòlica; creat cardenal diaca dei Santi Marcellino e Pietro (pro illa vice) (mort el maig de 1587)
- Marco Antonio Amulio, ambaixador de la República de Venècia davant la Santa Seu; creat cardenal diaca de San Marcello (pro illa vice) (mort el març de 1572)
- Bernardo Salviati, O.S.Io.Hieros., bisbe de Saint-Papoul, gran almoiner de Caterina de Mèdici; creat cardenal prevere de San Simeone profeta (mort el maig de 1568)
- Stanisław Hozjusz, príncep-arquebisbe de Varmia; creat cardenal prevere de San Lorenzo in Panisperna (mort l'agost de 1579)
- Pier Francesco Ferrero, bisbe de Vercelli, nunci apostòlic a Venècia; creat cardenal prevere de San Cesareo in Palatio (mort el novembre de 1566)
- Antoine Perrenot de Granvelle, bisbe d'Arràs, ministre de Felip II de Castella; creat cardenal prevere de San Bartolomeo all'Isola (mort el setembre de 1586)
- Luigi d'Este, bisbe electe de Ferrara; creat cardenal diaca de Santi Nereo e Achilleo (pro illa vice, diaconia conferida el juliol de 1562) (mort el desembre de 1586)
- Ludovico Madruzzo, bisbe coadjutor de Trento; creat cardenal diaca de San Callisto (pro illa vice) (mort l'abril de 1600)
- Innico d'Avalos d'Aragona, O.S.Iacob., canceller del Regne de Nàpols; creat cardenal diaca de Santa Lucia in Silice (mort el febrer de 1600)
- Francisco Pacheco de Villena (de Toledo), canonge capitular de la catedral de Toledo, inquisidor general de Castella; creat cardenal diaca de Santa Susanna (mort l'agost de 1579)
- Bernardo Navagero, ambaixador emèrit de la República de Venècia davant la Santa Seu; creat cardenal prevere de San Nicola fra le Immagini (mort l'abril de 1565)
- Girolamo da Correggio, nunci apostòlic; creat cardenal prevere de San Giovanni a Porta Latina (mort a l'octubre de 1572)

En aquest consistori es reservà in pectore la creació de Daniel Mateu Alvise Barbaro, patriarca d'Aquileia, mort a l'abril de 1570 sense haver estat mai publicat.

## 6 de gener de 1563 (III)
- Frederic Gonzaga, germà petit de Guillem, Duc de Mantua; creat cardenal prevere de Santa Maria Nuova (pro illa vice) (mort el febrer de 1565)
- Ferran de Mèdici, fill de Cosme I, Gran Duc de Toscana; creat cardenal diaca de Santa Maria in Domnica (mort el febrer de 1609, després d'haver renunciat al cardenalat el novembre de 1588, un cop esdevenir Gran Duc de Toscana)

## 12 març de 1565 (IV)
- Annibale Bozzuti, arquebisbe emèrit d'Avinyó, clergue de la Cambra Apostòlica; creat cardenal prevere de San Silvestro in Capite (mort l'octubre de 1565)
- Marco Antonio Colonna, senior, arquebisbe de Tàrent; creat cardenal prevere dels Santi XII Apostoli (mort el març de 1597)
- Tolomeo Gallio, arquebisbe de Manfredonia; creat cardenal prevere de San Teodoro (pro illa vice) (mort el febrer de 1607)
- Angelo Nicolini, arquebisbe de Pisa; creat cardenal prevere de San Callisto (mort l'agost de 1567)
- Luigi Pisani, bisbe de Pàdua, clergue de la Cambra Apostòlica;creat cardenal prevere de San Vitale (mort el juny de 1570)
- Prospero Santacroce, bisbe de Cisamo, nunci apostòlic a França; creat cardenal prevere de San Girolamo degli Schiavoni (mort l'octubre de 1589)
- Zaccaria Delfino, bisbe de Lesina, nunci apostòlic a Àustria; creat cardenal prevere de Santa Maria in Aquiro (pro illa vice) (mort el desembre de 1583)
- Marcantonio Bobba, bisbe d'Aosta; creat cardenal prevere de San Silvestro in Capite (mort el març de 1575)
- Ugo Boncompagni, bisbe emèrit de Vieste, vice-regent de la Cancelleria Apostòlica; cardenal prevere de San Sisto; elegit papa Gregori XIII el 13 maig de 1572 (mort l'abril de 1585)
- Alessandro Sforza de Santa Fiora, nebot del papa Pau III, bisbe de Parma, clergue de la Cambra Apostòlica; creat cardenal prevere de Santa Maria in Via (mort el maig de 1581)
- Simone Pasqua de Negro, bisbe de Luni e Sarzana, arxiatra pontifici; creat cardenal prevere de Santa Sabina (mort el setembre de 1565)
- Flavio Orsini, bisbe de Spoleto, auditor de la Cambra Apostòlica; creat cardenal prevere de San Giovanni a Porta Latina (mort el maig de 1581)
- Carlo Visconti, bisbe de Ventimiglia; creat cardenal prevere de Santi Vito e Modesto (pro illa vice) (mort el novembre de 1565)
- Francesco Alciati, bisbe de Civitate, datari apostòlic; creat cardenal diaca de Santa Lucia in Septisolio (mort l'abril de 1580)
- Francesco Abbondio Castiglioni, bisbe de Bobbio; creat cardenal diaca de San Nicola fra le Immagini (pro illa vice) (mort el novembre de 1568)
- Guido Luca Ferrero, bisbe de Vercelli, nunci apostòlic a Venècia; creat cardenal diaca de Sant'Eufemia (pro illa vice) (mort el maig de 1585)
- Alessandro Crivelli, bisbe de Cerenzia e Cariati, nunci apostòlic a Espanya; creat cardenal diaca de San Giovanni a Porta Latina (diaconia conferida el 1566) (mort el desembre de 1574)
- Antoine de Créqui Canaples, bisbe d'Amiens; creat cardenal diaca de San Trifone (pro illa vice) (mort el juny de 1574)
- Gianfrancesco Commendone, bisbe de Cefalonia e Zante, nunci apostòlic a Polònia; creat cardenal diaca de San Ciriaco alle Terme (pro illa vice) (mort el desembre de 1584)
- Benedetto Lomellini, clergue de la Cambra Apostòlica; creat cardenal diaca de Santa Maria in Aquiro (mort el juliol de 1579)
- Guglielmo Sirleto, protonotari apostòlic; creat cardenal diaca de San Lorenzo in Panisperna (pro illa vice) (mort l'octubre de 1585)
- Gabriele Paleotti, auditor de la Sacra Rota Romana; creat cardenal diaca de Santi Nereo e Achilleo (pro illa vice) (mort el juliol de 1597)
- Francesco Crasso, auditor de la Sacra Rota Romana; governador de Bolonya; creat cardenal prevere de Santa Lucia in Septisolio (pro illa vice) (mort l'agost de 1566)

En aquest consistori, Pius IV oferí el cardenalat a Jean Parissot de La Valette, O.S.Io.Hieros., gran mestre del seu Orde, en reconeixement de l'heroica defensa d Malta contra els otomans, però declinà el nomenament mort l'agost de 1568).